# Desmoscolex montana
Desmoscolex montana is een rondwormensoort uit de familie van de Desmoscolecidae. De wetenschappelijke naam van de soort is voor het eerst geldig gepubliceerd in 1982 door Decraemer & Sturhan.